# Église Saints-Boris-et-Gleb de Kidekcha
Pour les articles homonymes, voir Église Saints-Boris-et-Gleb.
L'église Saints-Boris-et-Gleb (en russe : Церковь Бориса и Глеба) à Kidekcha dans le raïon de Souzdal a été construite à la demande du Grand-prince Iouri Dolgorouki, Grand-prince du Rus' de Kiev. Elle se situe à 5 km de Souzdal. Elle est habituellement datée de 1152. Son importance dans l'architecture russe provient du fait qu'elle est une des premières églises construites en pierre à chaux à l'époque pré-mongole. Elle est inscrite sur la liste du patrimoine mondial de l'UNESCO au titre des monuments de Vladimir et de Souzdal.

## Histoire
Kidekcha était une place forte dont ont été conservés les restes des remparts de défense. Elle est proche de l'embouchure de la rivière Kamenka, qui se jette dans la Nerl puis dans la Kliazma. Il est probable que la construction de l'église ait été entreprise par Iouri Dolgorouki en l'honneur de ses fils cadets Boris et Gleb qui avaient reçu les noms des premiers saints orthodoxes en Russie, Boris et Gleb protecteurs de la maison princière. L'église de Kidekcha servit de sépulture pour un des fils de Iouri Dolgorouki - le prince Boris Iourievitch, mort en 1159. Y sont également enterrés son épouse décédée en 1159 et leur fils Ephrosyne mort en 1202.
L'église Saints-Boris-et-Gleb semble avoir été conçue comme église principale de la ville de Kidekcha, aux frontières est de la principauté de Souzdal. Elle se caractérise par la discrétion de son apparence et la simplicité de ses lignes. Il ne faut pas perdre de vue que l'église de Kidekcha date des mêmes années que l'Église de la Transfiguration de Pereslavl-Zalesski. C'est-à-dire qu'elle figure parmi les édifices les plus précoces parmi les constructions pré-mongoles en pierre à chaux blanche de la Russie du nord-est. 
L'église Saints-Boris-et-Gleb est construite sur quatre piliers. Elle n'a qu'une petite coupole et trois absides du côté est. Elle est construite de pierres blanches de grande qualité, remarquablement ajustées par des joints très étroits. Le plan de l’église est un carré d'une dizaine de mètres de côté si l'on ne tient pas compte des absides et du parvis. Les arcatures extérieures séparent les façades en trois parties (celle du milieu est plus large que celles extérieures). La charpente, à l'intérieur, correspond avec ses colonnes, à celles de l'extérieur. Au-dessus du portail dans le mur du côté intérieur, une clé de voûte.
Les dimensions de l'église, sa forme carrée sous la coupole, l'ensemble de ses proportions, sa maçonnerie particulièrement soignée, le profil de sa charpente, la rapprochent d'une autre église pré-mongole construite entre 1151 et 1157 : l'Église de la Transfiguration de Pereslavl-Zalesski. Les liens entre les deux édifices sont suffisants pour parler d'analogie entre elles, à l'exception de la dimension de la coupole et du parvis. Mais la coupole actuelle n'est pas celle originelle, et le parvis est tardif.

## Sources de l'art souzdalien

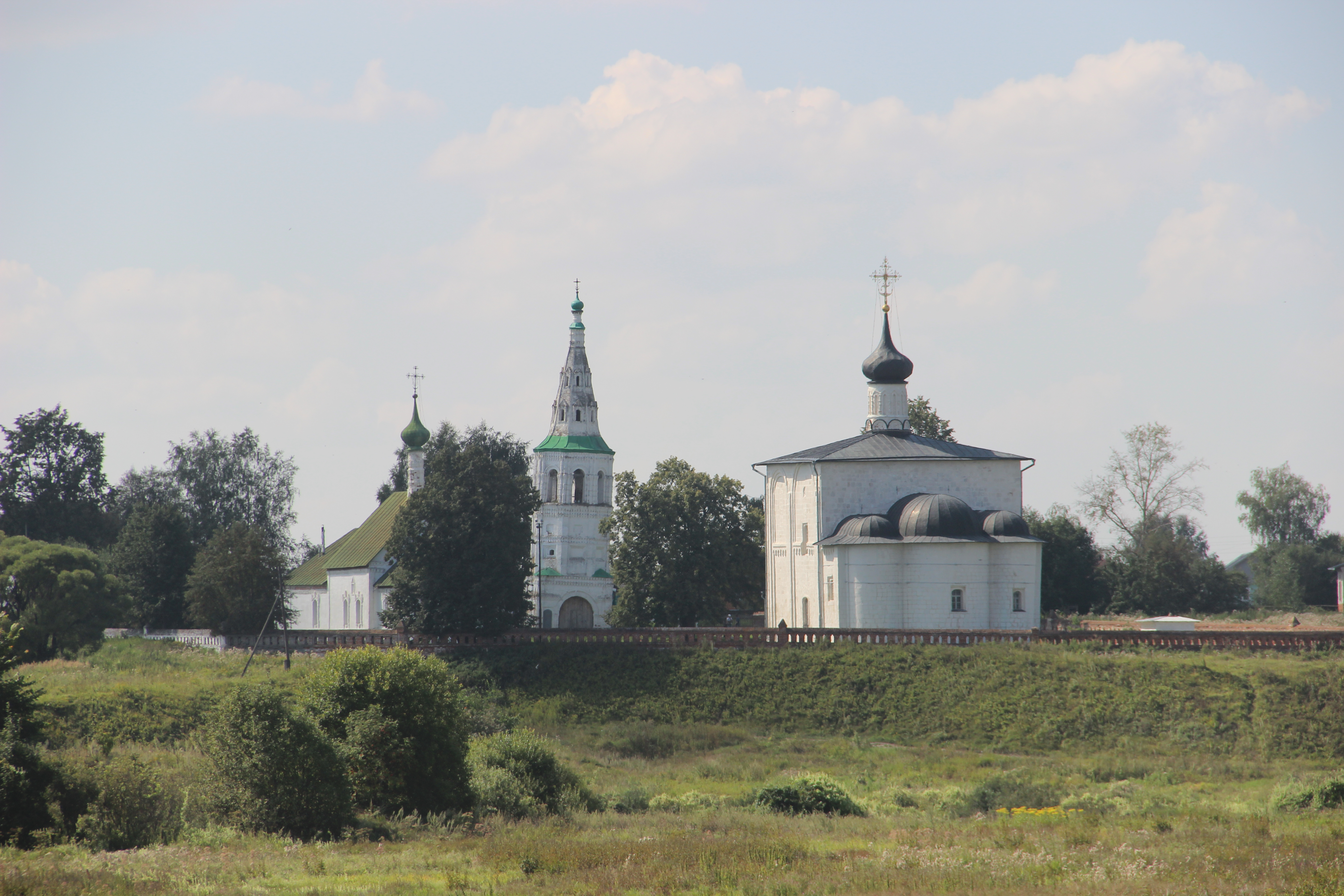
Église Saints-Boris-et-Gleb de Kidekcha

Pourtant on peut observer ici des similitudes avec l'art de l'architecture romane d'Europe occidentale ; plus en tout cas que dans l'architecture des autres édifices de la région de Vladimir-Souzdal. En particulier, il faut remarquer les arcatures et la bande lombarde caractéristiques de l'architecture romane ; les murs de côtés sont divisés en deux arcades superposées séparées par les bandes. Le profil du portail (seul celui du nord subsiste et est d'origine plus tardive) est d'une extrême simplicité : un arc suivi d'une clé de voute qui donne l'accès à l'intérieur de l'église après le parvis. Le socle de l'église (actuellement sous le niveau du sol) est de forme rectangulaire. À l'intérieur de l'église les colonnes sont d'un seul tenant alors qu'à l'extérieur elles sont disposées sur deux niveaux superposés séparés par une bande. Dans certaines parties de la maçonnerie on peut encore voir les signes distinctifs des maîtres-artisans des princes, comme dans les murs de l'Église de la Transfiguration de Pereslavl-Zalesski. 
L’analyse des formes architecturales et de la décoration des églises de Vladimir et Souzdal révèle par-dessus un fonds byzantin des éléments empruntés les uns à l’architecture romane de l’Occident, les autres à l’art géorgien et arménien du Caucase. Suivant quelle proportion ces trois courants ont-ils joué un rôle à Kidekcha ? De Byzance, l’église Saints-Boris-et-Gleb ne garde que le plan carré ou rectangulaire à trois absides semi-circulaires dominés par une coupole aplatie surmonté d’un tambour circulaire.
Quant à l'inspiration romane elle peut être interprétée comme suit selon Louis Réau : si énorme que soit la distance entre les églises du bord du Rhin ou de Normandie ou du Poitou la supposition d’un lien n’a rien d’impossible. Les hanséates (Hanse) établis au XIe siècle à Novgorod auraient pu servir d’intermédiaires. La présence d’architectes étrangers est attestée pour, par exemple, la cathédrale de la Dormition (Vladimir). Mais la surprenante analogie s’explique sans doute plus simplement par des sources communes. Ce sont les mêmes modèles byzantins ou sassanides que copient les maîtres du Poitou et des bords de la Kliazma. Un troisième facteur doit toutefois être pris en considération : l’art caucasien de la Géorgie et de l’Arménie. L’Arménie développe, dès le Ve siècle, une architecture originale. Elle est à son apogée à l’époque des Bagratides au Xe siècle. Un fils d’André Bogolioubski épousa la reine de Géorgie.
Il n’est donc pas interdit de penser que les monuments arméniens d'Ani et de Mtskheta ont inspiré ceux de Souzdal et de Kidekcha. Des analogies pareilles ne peuvent être fortuites. Mêmes proportions menues et harmonieuses, même parement de pierre, même frises d’arcatures aveugles. La principale source d’inspiration des églises de Souzdal et de Kidekcha semble bien être à Ani.

## Décoration intérieure
La construction de l’église Saints-Boris-et-Gleb a duré 40 ans et, au cours les travaux, elle ne fut vraisemblablement pas décorée de suite. Son intérieur était donc aussi sévère et sobre qu’aujourd’hui. Seules des icônes colorées ; près de l’autel, étaient éclairées par les cierges dans l’espace aux murs blancs de l’église. Les fragments de peinture des fresques découverts en 1947 datent de la fin du XIIe siècle. Il est fort probable qu’elles ont été créées à la demande de Vsevolod III Vladimirski qui désirait honorer sa lignée paternelle tout autant que celle de sa mère, princesse de lignée des Komnine (en russe : Комнины). Celle-ci est représentée sur les fresques du mur nord dans des vêtements somptueux d’impératrice à côté de la figure de Marie veuve de Boris Iourévitch (le fils d'Iouri Dolgorouki). Les deux figures, représentées en vêtements rouges–roses, sont dessinées finement sur un fond blanc dans un environnement de palmes, de fruits superbes, d’arbres, manifestement le paradis. Il est intéressant de constater que les pierres du chœur dans lequel se tenait la famille du prince pendant les offices sont également colorées dans la même gammes de teintes rouge-rose et violettes, dans un jardin qui est aussi le paradis. Ceci les éloigne du système canonique de peinture mais dénote une inclinaison fondamentale vers les motifs floraux, dans les églises de Souzdal du XIIIe siècle. 

## Évolution ultérieure
Il est certain que Kidekcha souffrit des invasions mongoles. La (Horde d'or) en 1238 dévaste Souzdal et Vladimir. Pourtant dès 1239 l'église Saints-Boris-et-Gleb fut réparée et consacrée. Un siège de pierre blanche et un banc sculpté devant l'autel furent ajoutés probablement à cette époque. Mais c'est surtout la ville et ses habitants qui eurent à souffrir et ceux-ci émigrèrent dans la ville proche de Souzdal. Dans la "liste des villes russes lointaines et proches", qui tenait lieu de répertoire, Kidekcha ne figure plus. 
Au XVIe siècle — début du XVIIe siècle, la coupole et une partie de la voûte de l'église furent détruits. En 1660, la coupole, les voûtes et des colonnes du côté est furent démontées entièrement. Les absides et les parties des murs est, nord et sud ramenées au niveau des arcatures. Ensuite, les colonnes situées à l'est furent reconstruites et l'église fut recouverte d'une voûte et d'une petite coupole. C'est cet aspect qu'elle a conservé jusqu'à ce jour.
L'ancienne ville de Kidekcha et l'église Saints-Boris-et-Gleb ont été inscrites par l'UNESCO sur la liste du patrimoine mondial.

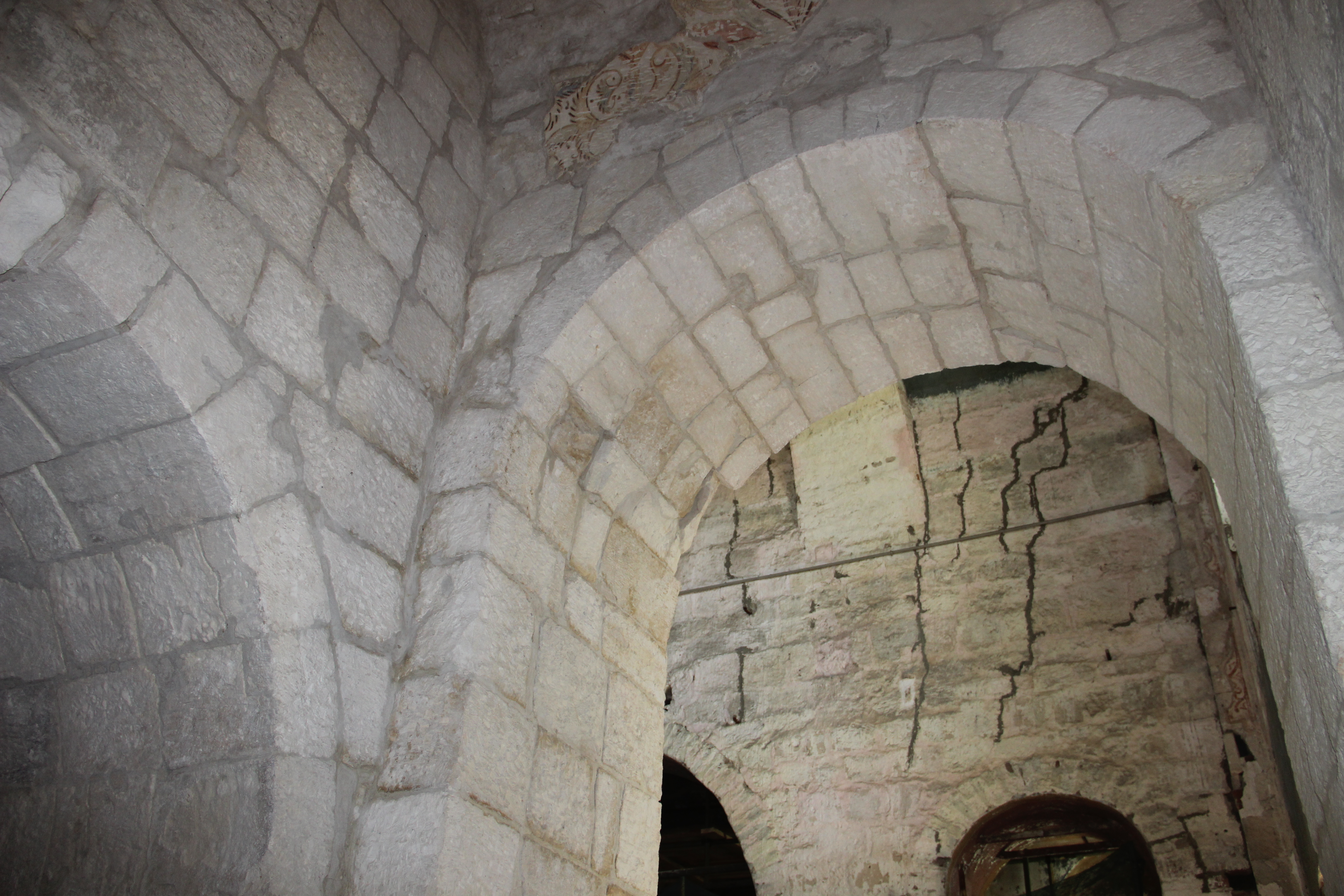
Intérieur de l'église Saints-Boris-et-Gleb.
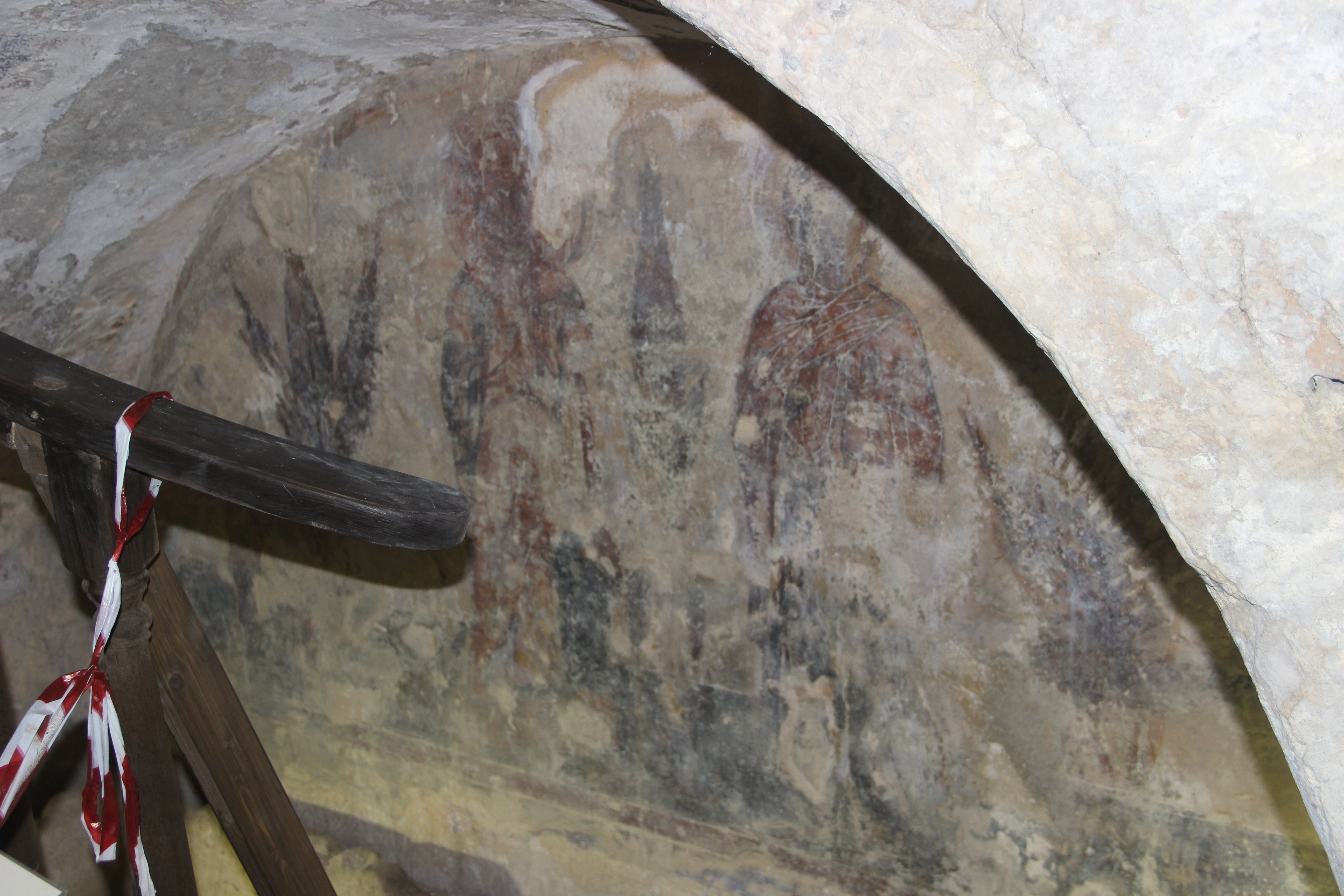
Fresques de l'église Saints-Boris-et-Gleb.
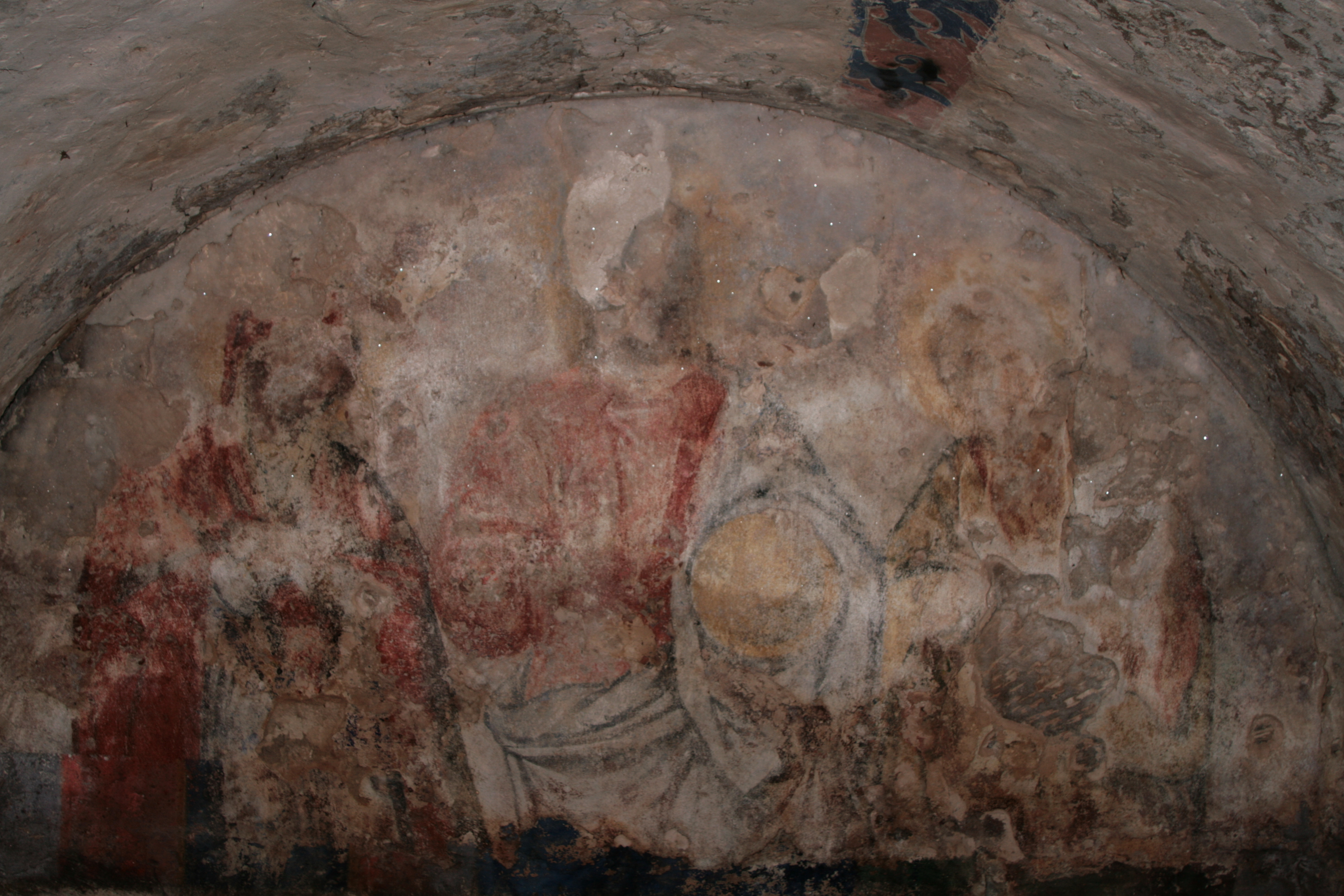
Intérieur de l'église Saints-Boris-et-Gleb.
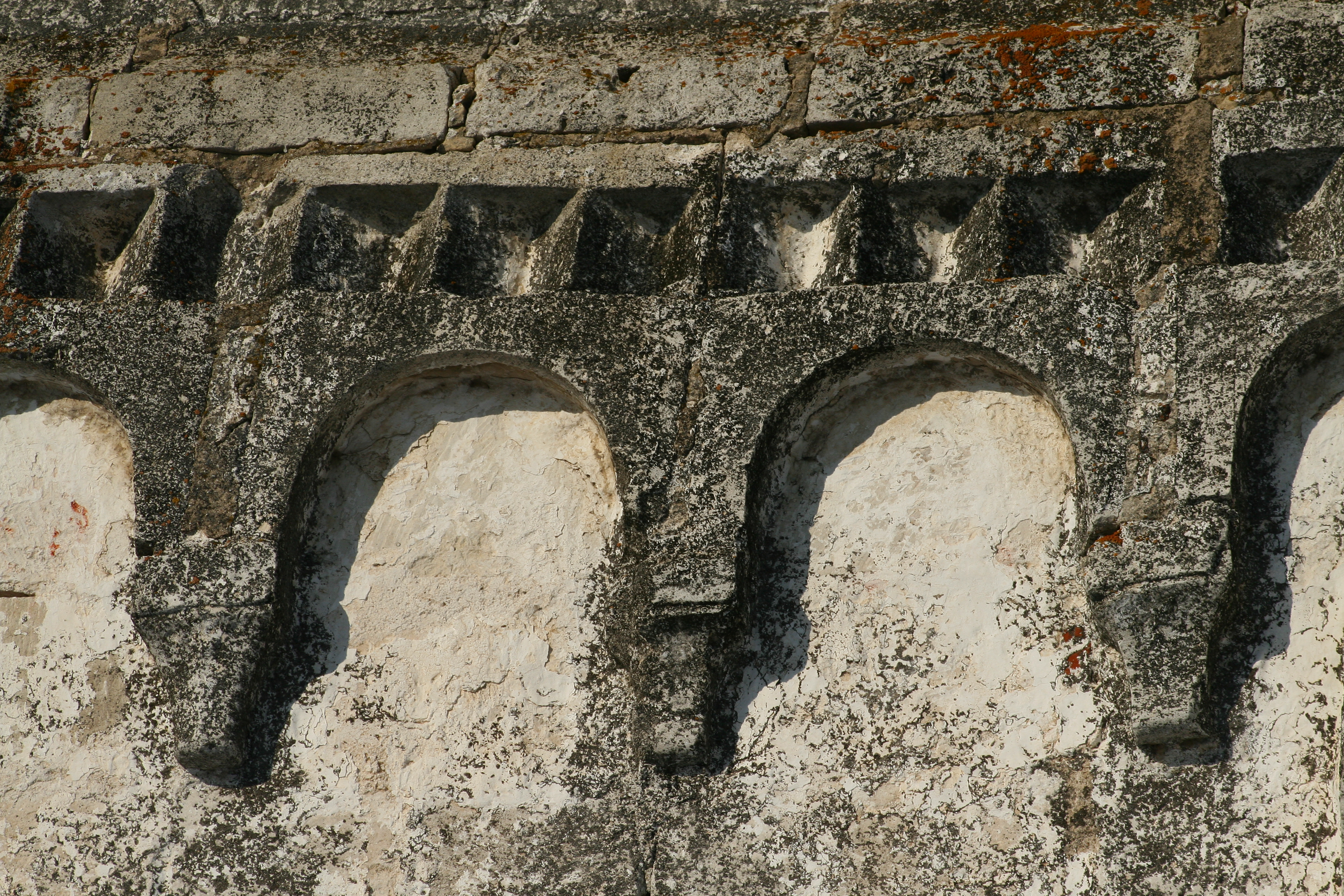
Bandes lombardes sur la façade.

## Sources
- (fr) Louis Réau : l’art russe des origines à Pierre le Grand. Paris, Henry Laurens , 1921
- Воронин Н.Н. Владимир, Боголюбово, Суздаль, Юрьев-Польской. Книга-спутник по древним городам Владимирской земли (livre-compagnon pour les anciennes villes des terres de Vladimir)